# Unterseeboot 872
Le Unterseeboot 872 (ou U-872) est un sous-marin allemand utilisé par la Kriegsmarine pendant la Seconde Guerre mondiale.

## Historique
L'U-872 reçoit sa formation de base dans la 4. Unterseebootsflottille à Stettin en Allemagne.
Il est en période d'entraînement lorsqu'il est durement endommagé pendant que Brême subit un bombardement aérien américain le 29 juillet 1944.
Il est retiré du service le 10 août 1944, puis démoli.
L'attaque cause la mort d'un membre de l'équipage.

## Affectations successives
- 4. Unterseebootsflottille du 10 février 1944 au 10 août 1944

## Commandement
- Kapitänleutnant Peter-Ottmar Grau du 10 février 1944 au 10 août 1944

## Navires coulés
L'U-872 n'a coulé, ni endommagé de navire au cours de sa vie opérationnelle, car il n'a pas pris part à de patrouille.

## Sources
- (en) U-872 sur le site Uboat.net